# Francesc Gil i Borràs
Francesc Gil i Borràs (Les Voltes, Riudecols, el Baix Camp, 1828 - Reus, el Baix Camp, 1885) va ser un destacat enòleg català.
Posseïa una gran finca al Priorat, però sempre va viure a Reus, fins a la mort, encara que, accidentalment, no hi va néixer. A la seva fàbrica de vins de Reus es va iniciar en l'enologia i en l'art de crear vins fins, especialment el vi escumós, i ho va aconseguir, de manera que va ser el primer a fabricar el vi escumós conegut com a "xampany de Reus". Inicialment va estar associat a Domènec Soberano, però després va continuar sol i els seus xampanys van guanyar diversos premis. A la seva mort, el 1885, solter i amb poca família, la fàbrica va continuar sota el nom de Miró i Tarragó, fins a la desaparició de l'escumós reusenc.
La ciutat de Reus li ha dedicat un carrer.